# آنتیل کوچک

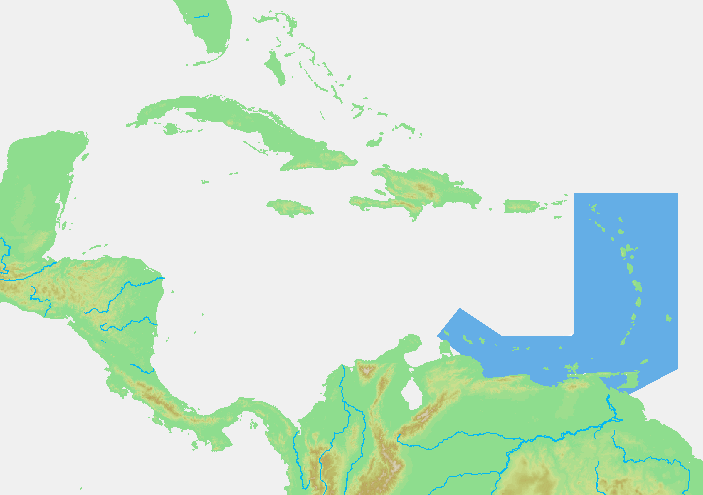
جایگاه جزایر آنتیل کوچک در دریای کارائیب

آنتیل کوچک نام مجموعه‌ای دراز از جزیره‌های آتشفشانی کمانی شکل در نیم‌کره غربی است. بیشتر این جزیره‌ها‍‍‍‍، مرز میان دریای کارائیب و اقیانوس اطلس را می‌سازند. بخشی از این جزیره‌ها هم در شمال آمریکای جنوبی جای‌دارند. جزایر آنتیل بزرگ و کوچک با هم اندلیس را می‌سازند که کارائیب را احاطه کرده‌است.